# متیو راپر

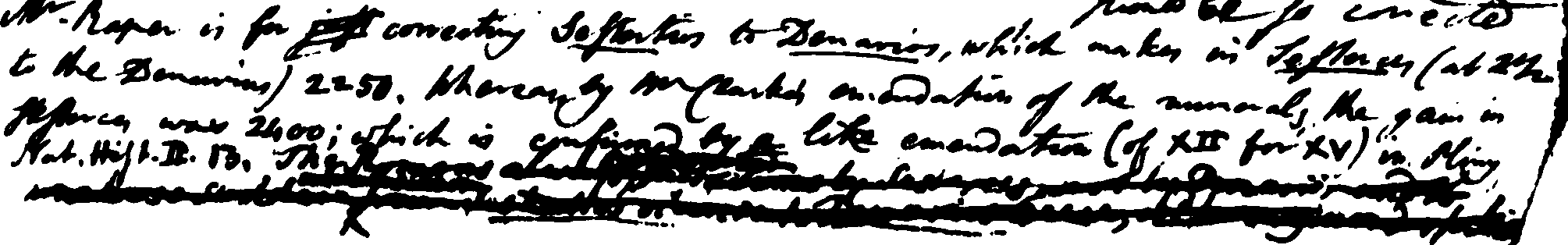
فلورون از کتاب: تحقیقی در مورد ارزش پول یونان و روم باستان. نویسنده متیو راپر، قبل از انجمن سلطنتی، 1771 پس از میلاد

متیو راپر (به انگلیسی: Matthew Raper) (زاده۱۷۰۵ – درگذشته۱۷۷۸) منجم، ریاضیدان و پژوهشگر بریتانیایی در زمینه‌های مختلف بود. او مقالاتی با موضوع‌های مختلف از جمله سکه‌های باستانی یونانی و ارز رومی و معیارو تاریخچه آنها را از متون یونانی و لاتین ترجمه و منتشر کرد.
راپر در ۳۰ مه ۱۷۵۴ به عضویت انجمن سلطنتی انتخاب شد و در سال ۱۷۷۱ برای مقالهٔ «پرس و جو در ارزش پول یونان و روم باستان» برنده مدال کاپلی شد. وی مقاله‌ای در مورد کولی‌ها اثر هاینریش گرلمن را از آلمانی ترجمه کرد و مقالات مختلفی مانند «پرس و جو در سنجش اندازه فوت رومی» (۱۷۶۰) و «مشاهدات مربوط به ماه گرفتگی ماه، ۱۷ مارس، و ماه گرفتگی خورشید، اول آوریل ۱۷۶۴» را نوشت.
نام پدر متیو راپر هم متیو بود و هنگامی که در سال ۱۷۴۸ درگذشت، خانهٔ بزرگش در روستای ترولی در شرق هرتفوردشر را برای او به ارث گذاشت. راپر تا زمان مرگش در سال ۱۷۷۸ در پشت‌بام خانهٔ بزرگش یک رصدخانه داشت. پس از مرگ متیو خانه به برادرش جان راپر رسید.